# Luitgarda Franská
Luitgarda Franská také Luitgarde z Alamannie (776 – 4. června 800 Tours) byla východofranská královna, poslední manželka Karla Velikého.
Byla alamannskou princeznou, dcerou hraběte Luitfrida II. ze Sundgau a Hiltrudy z Wormsgau. Po smrti královny Fastrady, se kolem roku 794 provdala za Karla Velikého, císaře římské říše. Soudobé zdroje ji zmíňují jen velmi málo. Alcuin, opat a její současník napsal, že v ní král našel klidnou a ctnostnou ženu. Také chválil Luitgardinu lásku k humanitním vědám, přičemž zmínil: Královna ráda hovoří s učenci, po jejích oddaných povinnostech je to její nejmilejší zábava. Je plná shovívavosti vůči králi, zbožná, bezúhonná a hodná veškeré lásky takového manžela. Věnovala se také lovu. V manželství s Karlem Velikým neměla žádného potomka.
Zemřela 4. června 800 v klášteře svatého Martina v Tours, během návštěvy Karla Velikého v Neustrii, která předcházela jeho cestě do Říma. V klášteře byla i pohřbena, její hrobka se nachází pod věží Karla Velikého.
Po smrti Luitgardy se Karel Veliký již neoženil, měl jen několik konkubín.